# 阿部洋佑
阿部洋佑（あべ ようすけ、1989年5月29日 - ）は、プロダーツ選手、YouTuber「野方アップルポッターズ」のリーダー、元お笑い芸人（ピン芸人）。
神奈川県出身。現在YouTuber、TikTokerとして活動。以前はよしもとクリエイティブ・エージェンシーへ所属していた。

## 来歴
ワタナベコメディスクール8期生。
2010年9月中学時代の同級生の芸人、アンチエイジ徳泉とコンビ『アンチエイジ』を結成
。
2011年1月初旬までコンビでフリー活動をした後、同月末からコンビとして吉本所属になる。フリー時と合わせて1年間「アンチエイジ」としてコンビ活動をするも、2011年9月14日に解散。
同年10月、よしもとクリエイティブ・エージェンシーで同期だった宮内勇輝とコンビ『ジャンクシネマ』を結成し、1年後に退社。
2013年9月14日に単独ライブを成功させる。同年10月2日に解散。
2014年2月に泉敬文と『ライズマンショー』結成。ライブやYouTubeでカケルを結成するも、1年後の2015年3月に解散。
2015年6月、ピン芸人として日本47都道府県リアルダーツの旅をスタートさせる。北海道・稚内から徒歩でスタートした。
2017年8月、日本47都道府県リアルダーツの旅を沖縄・波照間島でゴールした。
2019年、YouTubeで野方アップルポッターズとして活動。
2021年、Twitchで阿部洋佑として活動。
2022年、お笑い芸人を正式に引退。現在の主な生計はTikTok。

## 芸風
- ネタは主にフリップ芸、一人コントをしている。
- アムロ・レイやタラちゃんのものまねのレパートリーを持っている。

## 人物・エピソード
- コンビ時代は、どのコンビの時も主に漫才を行っておりボケを担当していた。
- アンチエイジの解散理由は、「お笑いに対してのお互いの価値観と志しの違い」からであった[10]。
- 趣味はアニメ鑑賞、ゲーム、ネタを書く事。
- 一般社団法人PERFECTプロライセンス（ダーツのプロライセンス）を持っている。
- 特技はダーツ、バスケ。
- 尊敬するお笑い芸人は劇団ひとり。

## 出演

### テレビ
- 東海テレビ
- 信越放送

### インターネット
- あっ!とおどろく放送局「お笑い芸人「アンチエイジ」の行き当たりばったり」（2010年10月10日 - 12月26日、2011年1月2日（特別編）、お笑いコンビ アンチエイジ時冠番組）
- あっ!とおどろく放送局「紅音ほたると一緒に飲もうよ!」（2010年12月、ゲスト、お笑いコンビ アンチエイジ時）
- DARTful[11][12]

#### ラジオ
- アベヨースケとメルヘン須長の｢めっちゃカオス」　レギュラー出演
- FM岩手「モコの夜はこれから」（阿部洋佑のあべっ！）　コーナー出演
- MBSラジオ「茶屋町ヤマヒロ会議」
- RCCラジオ「おひるーな」
- FMちゅーぴー「広島すまいるパフェ」

他

### 舞台・ライブ
- ジャンクシネマ単独ライブ｢やんちゃ食い止める」「メガネぶっ壊す」
- AGE AGE LIVE（ヨシモト∞ホール）
- 渋谷ばちーんんんLive
- たいむカプセル
- クッキング・ラフ

他

#### 広告
- フラミンゴフィルム

### 新聞・雑誌
- 苫小牧新聞
- 秋田経済新聞
- Reama